# قطعنامه ۸۷۴ شورای امنیت
قطعنامه ۸۷۴ شورای امنیت سازمان ملل متحد که در تاریخ ۱۴ اکتبر ۱۹۹۳ تصویب شد، سندی بین‌المللی دربارهٔ ارمنستان-جمهوری آذربایجان است. این قطعنامه طی نشست ۳۲۹۲ام با ۱۵ رای موافق، ۰ مخالف و ۰ ممتنع تصویب شد.